# C/2013 R1 (Лавджоя)
C/2013 R1 (Lovejoy) — одна з довгоперіодичних комет. Ця комета була відкрита 7 вересня 2013 року; вона мала 14.4m на час відкриття. Найбільшої яскравості комета досягла у кінці листопада 2013 року, близько 4.5 m.